# Port Charcot
Port Charcot – niewielka zatoka po północnej stronie Booth Island w Wilhelm Archipelago u zachodnich wybrzeży Półwyspu Antarktycznego, tworząca naturalny port.

## Nazwa
Zatoka została nazwana na cześć francuskiego lekarza neurologa Jeana-Martina Charcota (1825–1893), ojca Jeana-Baptiste Charcota (1867–1936), odkrywcy obiektu . 

## Geografia
Port Charcot – naturalny port – szeroka na 2,4 km zatoka po północnej stronie Booth Island w Wilhelm Archipelago u zachodnich wybrzeży Półwyspu Antarktycznego . Booth Island ma kształt litery „Y” a Port Charcot leży na północno-zachodnim ramieniu „Y” . W jej północnej części znajduje się mała zatoczka Français Cove osłonięta dwiema małymi przybrzeżnymi skalistymi wysepkami . 
Nad zatoką odnotowano występowanie śmiałka antarktycznego, wielu gatunków mchów i porostów, m.in. złotorosty, jaskrawce i brodawnice, oraz glonów – Prasiola crispa .
Na rejonie zatoki gniazdują: pingwiny białookie, białobrewe i maskowe, rybitwy antarktyczne, leucocarbo, mewy południowe, wydrzyki antarktyczne, pochwodzioby żółtodziobe i oceanniki żółtopłetwe . Na brzegach spotkać mozna foki Weddella, kotiki i lamparty morskie .

## Historia
Zatoka została odkryta w 1904 roku przez ekspedycję francuską pod dowództwem Jeana-Baptiste Charcota (1867–1936), która spędziła tu zimę. 
Usypano tu kamienny kopiec, na którym zamontowano drewnianą kolumnę i tabliczkę z imionami członków ekspedycji Charcota, którzy zimowali na wyspie . Kopiec znajduje się na liście historycznych miejsc i pomników w Antarktyce (ang. Historic Sites and Monuments in Antarctica, HSM), objętych ochroną na mocy Układu Antarktycznego ze względu na wartość historyczną, dokumentującą odkrycia i badania Antarktyki . Zatoka jest celem turystycznym .

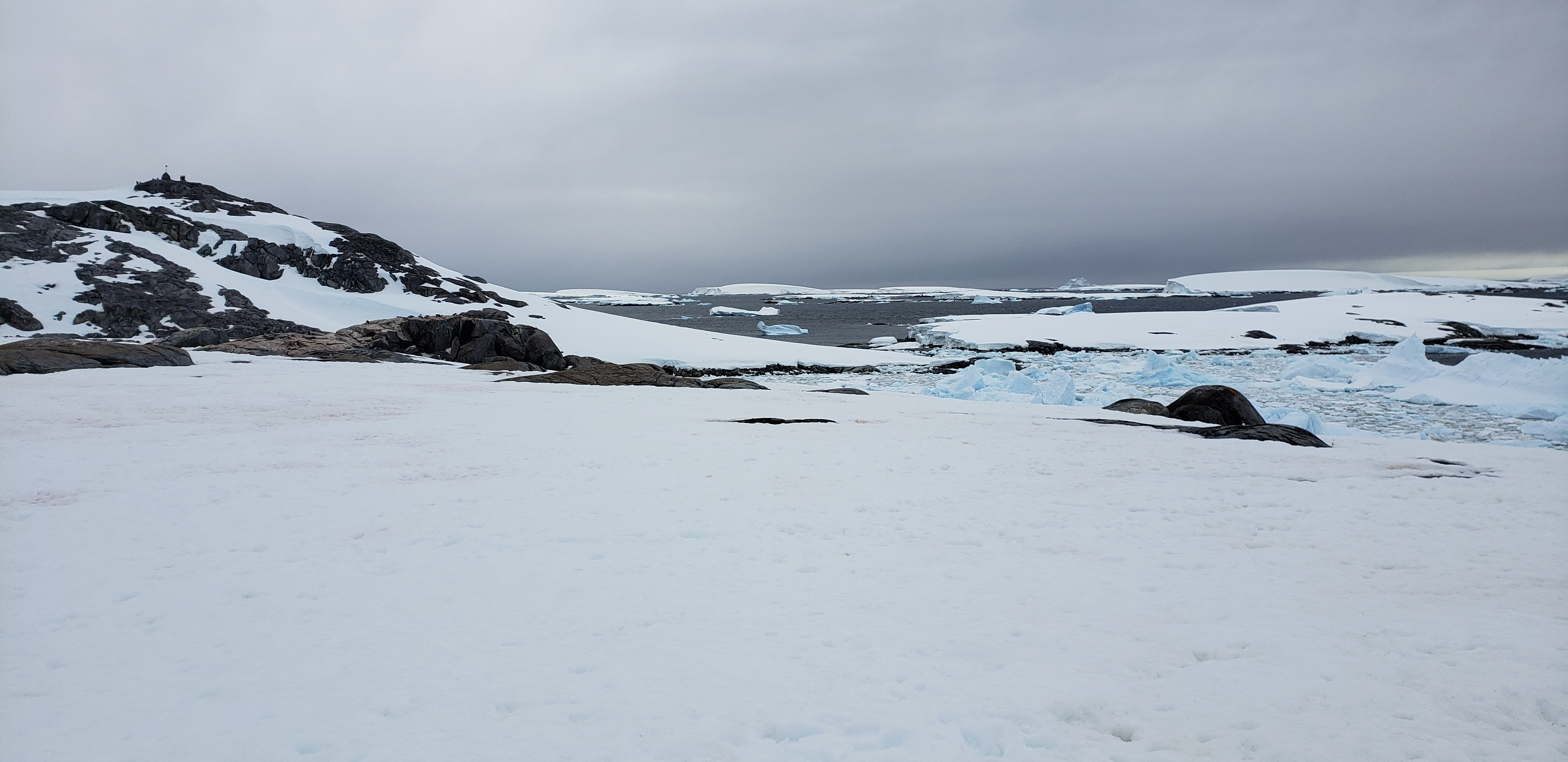
Port Charcot – panorama
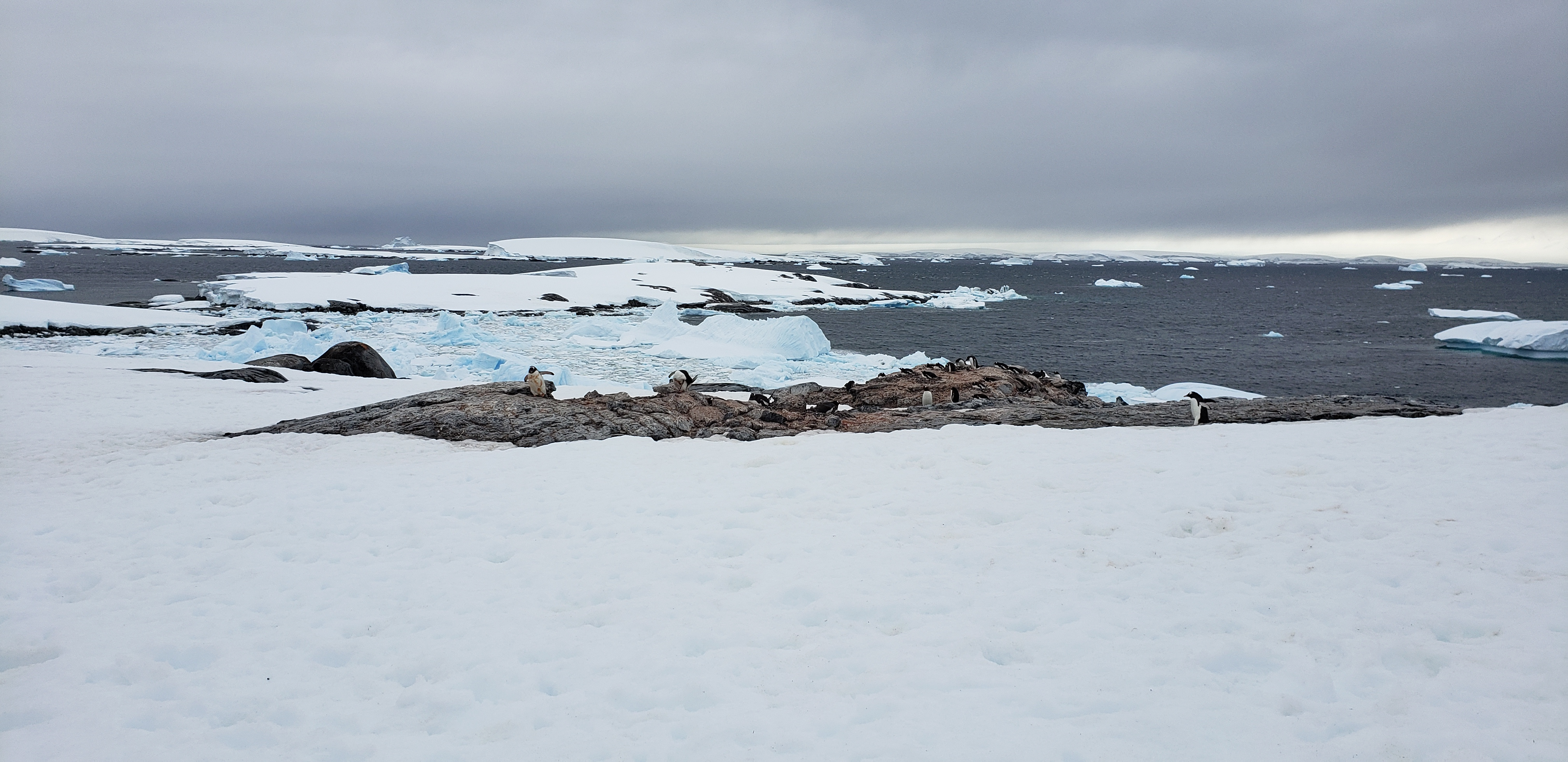
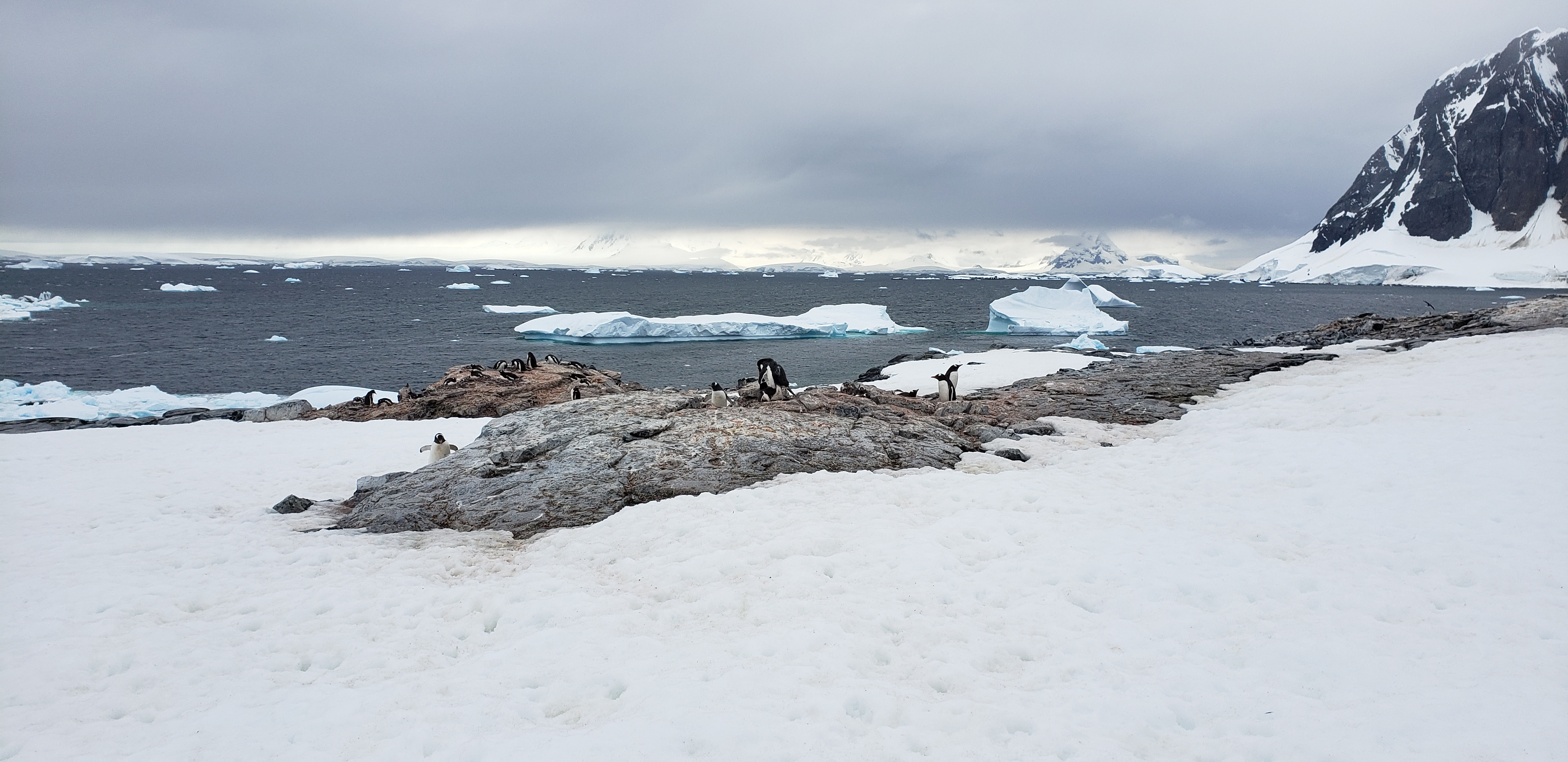